# 기어스 오브 워
《기어스 오브 워》(Gears of War)는 에픽 게임즈가 창작한 비디오 게임 시리즈이다. 콜리션(The Coalition)이 개발, 관리하며, 마이크로소프트 스튜디오가 소유, 배급하고 있다.

## 게임
| 2006 | 기어스 오브 워                |
| 2007 |                               |
| 2008 | 기어스 오브 워 2              |
| 2009 |                               |
| 2010 |                               |
| 2011 | 기어스 오브 워 3              |
| 2012 |                               |
| 2013 | 기어스 오브 워: 저지먼트      |
| 2014 |                               |
| 2015 | 기어스 오브 워: 얼티밋 에디션 |
| 2016 | 기어스 오브 워 4              |

## 평가
| 게임                          | 게임랭킹스 | 메타크리틱        |
| ----------------------------- | ---------- | ----------------- |
| 기어스 오브 워                | -          | (X360) 94 (PC) 87 |
| 기어스 오브 워 2              | -          | (X360) 93         |
| 기어스 오브 워 3              | -          | (X360) 91         |
| 기어스 오브 워: 저지먼트      | -          | (X360) 79         |
| 기어스 오브 워: 얼티밋 에디션 | -          | (XONE) 82 (PC) 73 |
| 기어스 오브 워 4              | -          | (PC) 86 (XONE) 84 |

기어스 오브 워 타이틀들은 전반적으로 긍정적인 평가를 받았다.